# Seth Rogen
Seth Aaron Rogen (Vancouver, 15 aprile 1982) è un attore, comico, regista, sceneggiatore, produttore cinematografico e doppiatore canadese.
Ha preso parte a numerose commedie di successo come Su×bad - Tre menti sopra il pelo, The Green Hornet, 50 e 50 e Cattivi vicini.
È noto per le sue collaborazioni con il regista e sceneggiatore Judd Apatow, come nella serie Freaks and Geeks e nei film 40 anni vergine, Molto incinta e Funny People, ma anche con l'attore James Franco, come nei film Strafumati, Facciamola finita, The Interview e The Disaster Artist.

## Biografia

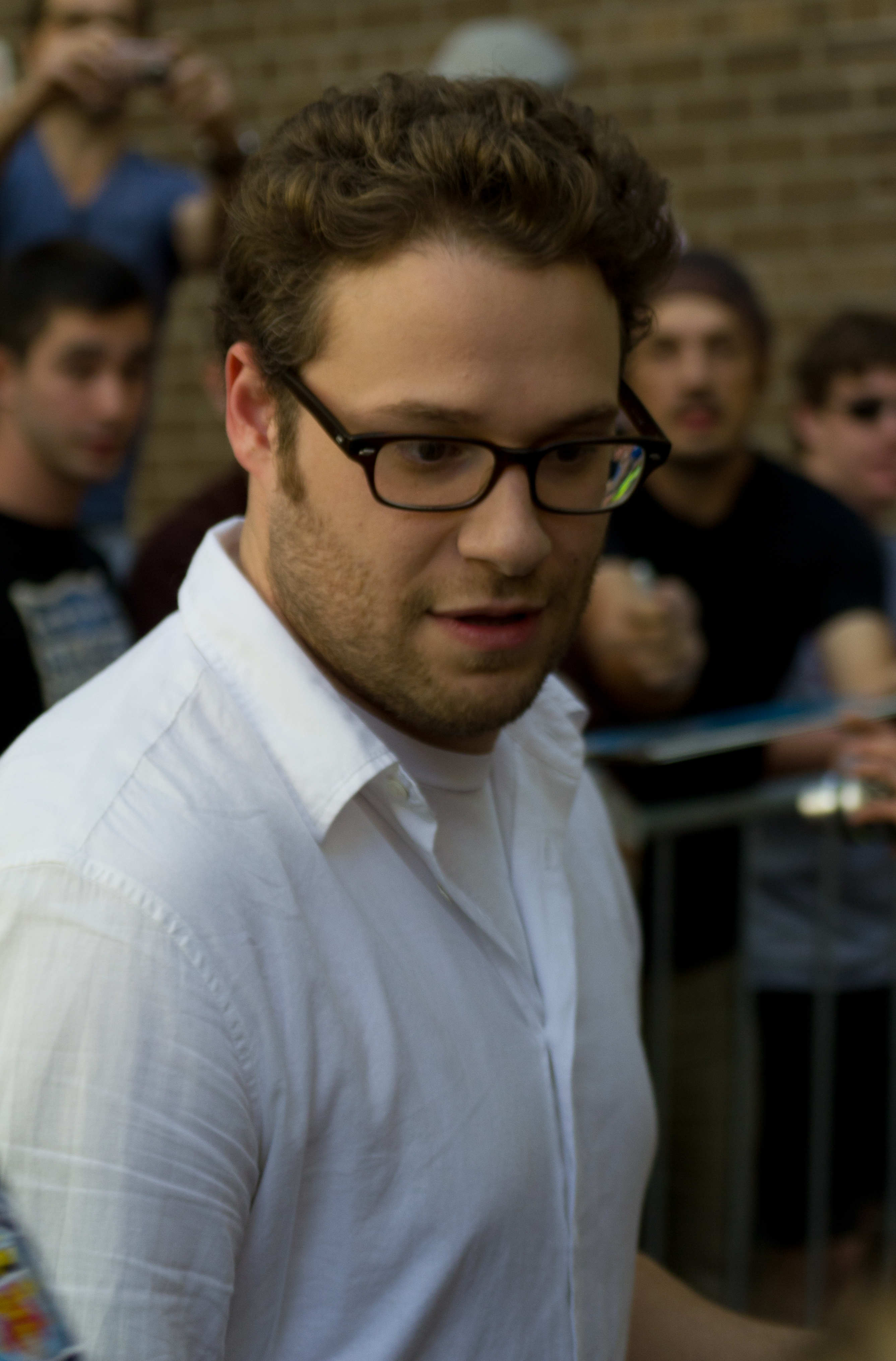
Seth Rogen al Toronto International Film Festival 2011

Nato nella Columbia Britannica, in una famiglia ebraica, figlio di Sandy Belogus, assistente sociale, e di Mark Rogen, che lavora in una organizzazione non profit. Rogen ha una sorella maggiore di nome Danya, ha frequentato la Vancouver Talmud Torah Elementary School e la Point Grey Secondary School, incorporando molti dei suoi compagni di classe nelle sue scritture. A soli tredici anni inizia a lavorare in alcuni spot pubblicitari e come cabarettista. Vince il concorso amatoriale di Vancouver Commedia nel 1998. Pur continuando a vivere nella sua nativa Vancouver, nel 1999 si trasferisce a Los Angeles, dove debutta nella serie tv Freaks and Geeks, la serie ha breve durata, ma il produttore Judd Apatow rimane colpito da lui.
Nel 2001 ottiene una piccola parte in Donnie Darko e recita in un episodio di Dawson's Creek. Nel 2003 viene nominato agli Emmy per il suo lavoro come autore della stagione finale di Da Ali G Show. Nel 2004 prende parte alla commedia Anchorman - La leggenda di Ron Burgundy. Nel 2005 partecipa in veste di interprete e co-produttore di 40 anni vergine, debutto cinematografico di Judd Apatow. Torna a lavorare con il regista nel 2007 come protagonista di Molto incinta al fianco di Katherine Heigl, non prima di aver recitato nella commedia Tu, io e Dupree. Nel 2007 è interprete, sceneggiatore e produttore esecutivo di Suxbad - Tre menti sopra il pelo in cui Michael Cera e Jonah Hill hanno ottenuto i ruoli principali. Il film e la loro sceneggiatura è stata lodata, anche da parte di molti critici. Il film è stato in testa al box office statunitense per due settimane di fila; per promuovere il film Rogen è stato ospitato al Saturday Night Live il 6 ottobre 2007.
Il 2008 è stato un anno molto impegnativo per l'attore, inizialmente lavora al film Ortone e il mondo dei Chi, successivamente lavora sempre come doppiatore nel film Spiderwick - Le cronache con Freddie Highmore, uscito in Italia il 21 marzo 2008. Lo stesso anno esce il film Drillbit Taylor - Bodyguard in saldo, co-sceneggiato da lui e prodotto da Judd Apatow, dove un senzatetto interpretato da Owen Wilson diventa la guardia del corpo di tre ragazzini del liceo perseguitati da due bulli. Ha destato scalpore la sua apparizione agli MTV Movie Awards 2008: infatti l'attore è salito sul palco con James Franco, fumando uno spinello; nonostante l'attore ammetta candidamente di fumare marijuana ha presto dichiarato che lo spinello in questione era finto e che il tutto era una gag per promuovere il suo ultimo film, Strafumati. Sempre nel 2008, Rogen ha partecipato come doppiatore alla commedia Kung Fu Panda, ruolo che ha ripreso nel seguito del fortunato film uscito nelle sale nell'estate del 2011 con il titolo di Kung Fu Panda 2. Nell'aprile del 2008 Empire ha riferito che l'attore con l'amico Evan Goldberg avrebbe scritto un episodio per la serie televisiva animata I Simpson. Più tardi, nel 2009, Rogen ha partecipato al terzo lungometraggio da regista di Apatow, Funny People, con Adam Sandler.
In seguito all'uscita nelle sale di The Green Hornet ha preso parte a una puntata di MythBusters riguardante proprio il film di cui è protagonista. Nella seconda metà del 2011 è uscito negli Stati Uniti il suo nuovo film 50 e 50 con Joseph Gordon-Levitt, che ha ricevuto ottime critiche sia dalla stampa che dagli spettatori. In Italia è stato presentato in concorso alla 29ª edizione del Torino Film Festival. Il film globalmente ha avuto un buon incasso, circa quaranta milioni, a fronte di un budget di otto. L'attore ha scritto la sceneggiatura del film del 2012, Vicini del terzo tipo che vede tra i suoi interpreti principali Ben Stiller e Vince Vaughn. Nello stesso anno ha anche partecipato al film Parto con mamma con Barbra Streisand. Successivamente ha diretto assieme all'amico e co-sceneggiatore storico Evan Goldberg il suo primo lungometraggio, la commedia Facciamola finita uscito nell'estate del 2013. Il film è stato un successo sia di critica che al botteghino, incassando a livello mondiale 126 milioni.

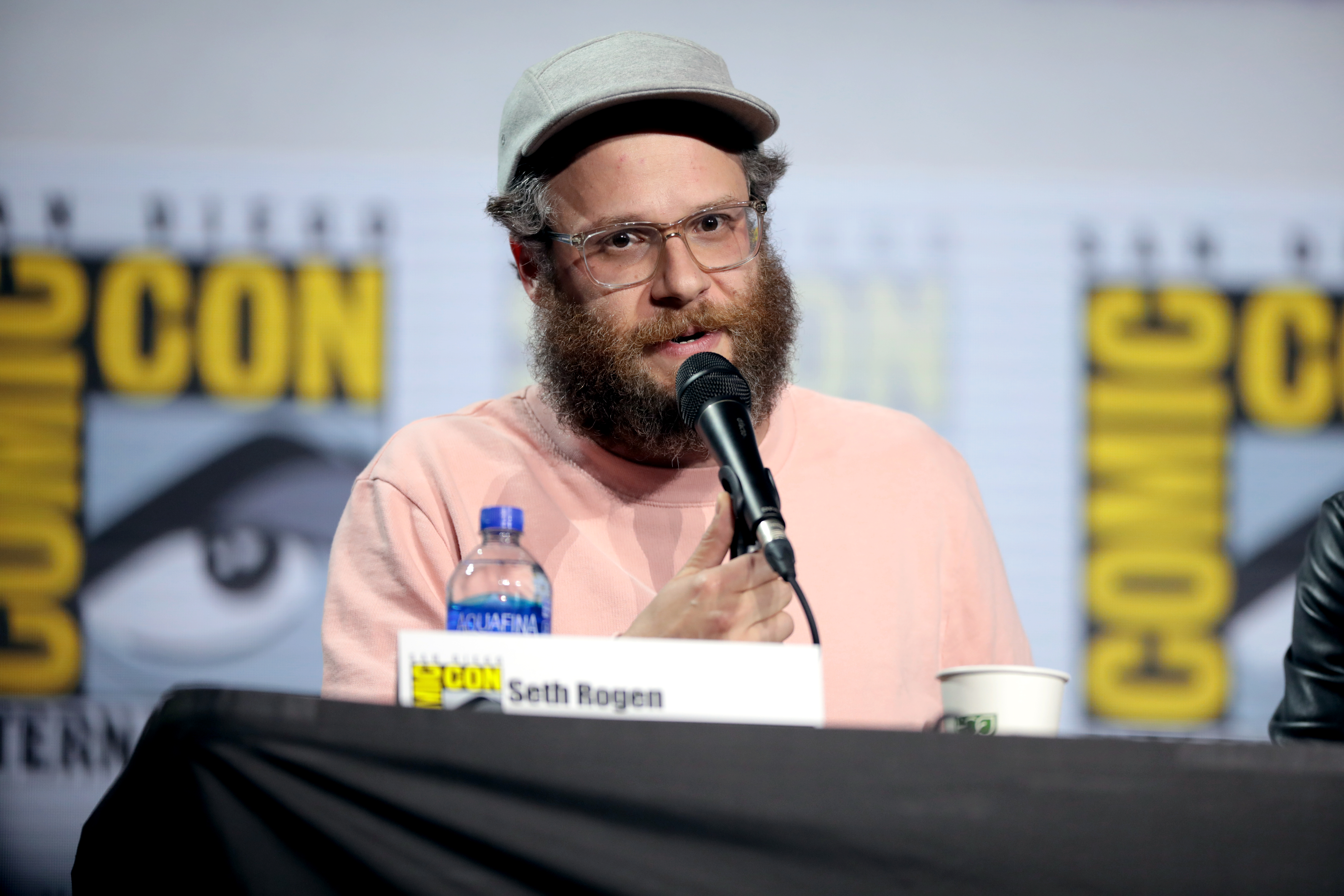
Seth Rogen al San Diego Comic-Con International 2019

Tra ottobre e dicembre 2013 Rogen dirige, sempre assieme a Evan Goldberg, il film The Interview, la cui uscita negli Stati Uniti era inizialmente prevista per il 3 ottobre 2014, e successivamente posticipata al 25 dicembre. Nel film, Rogen e James Franco interpretano rispettivamente il produttore e il presentatore di un popolare talk-show, i quali vengono incaricati dalla CIA di assassinare il leader della Corea del Nord Kim Jong-un. A causa di minacce di morte a Rogen e della paura di possibili attacchi terroristici, il 17 dicembre 2014 Sony Pictures ha inizialmente annullato la distribuzione del film, salvo poi ritornare sui suoi passi pochi giorni dopo. Nell'estate del 2014 Rogen è protagonista assieme a Rose Byrne e Zac Efron della commedia Cattivi vicini, diretta da Nicholas Stoller, anch'essa un successo al botteghino con 268 milioni di incasso a fronte di un budget di 18, e accolta generalmente bene dalla critica. Nel 2019 Rogen ha recitato al fianco di Charlize Theron nella commedia romantica Non succede, ma se succede.... Rogen ha recitato nel remake del 2019 di Il re leone, doppiando il facocero Pumbaa, cantando tre canzoni che sono state incluse nella colonna sonora. Nel 2019 Rogen ha prodotto la commedia Good Boys, con Jacob Tremblay, per la Universal Pictures e le serie televisive The Boys e Black Monday, dirigendo l'episodio pilota per quest'ultimo con Goldberg. Rogen ha girato scene nel 2014 per Zeroville, film di James Franco distribuito solo nel 2019.

## Vita privata
Nel 2004 ha iniziato una relazione con l'attrice e scrittrice Lauren Miller, conosciuta mentre lavoravano al Da Ali G Show. I due si sono sposati il 2 ottobre 2011 a Sonoma County, in California.
Negli ultimi anni è diventato uno dei portavoce per la presa di coscienza riguardo al Morbo di Alzheimer, a seguito della malattia della suocera. Attualmente è fondatore di Hilarity for Charity, un'associazione benefica che si occupa di promuovere e organizzare eventi per raccogliere fondi e rendere consapevoli degli effetti del Morbo di Alzheimer anche i giovani. Il 26 febbraio 2014, si presenta davanti alla Sottocommissione per il lavoro, la salute, i servizi umani e l'educazione del Senato americano per parlare della malattia e dell'operato della sua associazione.
Inoltre è membro della NORML, l'organizzazione no-profit americana che si batte per la legalizzazione dell'utilizzo non medico di marijuana negli Stati Uniti, oltre ad avere più volte affermato di fare uso di marijuana.

## Filmografia

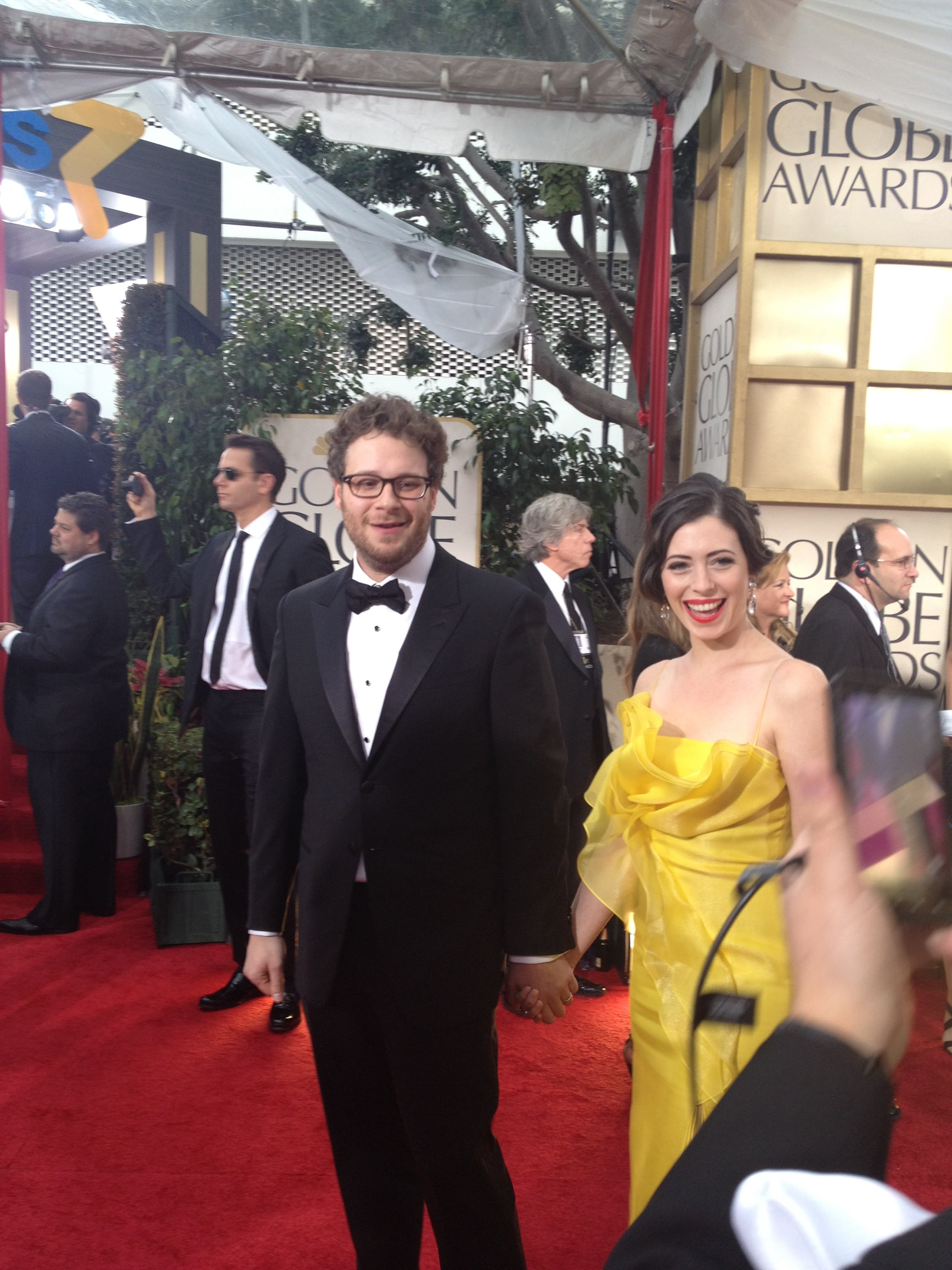
Seth Rogen con sua moglie, Lauren Miller, ai Golden Globe 2012

### Attore

#### Cinema
- Donnie Darko, regia di Richard Kelly (2001)
- Anchorman - La leggenda di Ron Burgundy (Anchorman: The Legend of Ron Burgundy), regia di Adam McKay (2004)
- 40 anni vergine (The 40 Year-Old Virgin), regia di Judd Apatow (2005)
- Tu, io e Dupree (You, Me and Dupree), regia dei fratelli Russo (2006)
- Molto incinta (Knocked Up), regia di Judd Apatow (2007)
- Su×bad - Tre menti sopra il pelo (Superbad), regia di Greg Mottola (2007)
- Fratellastri a 40 anni (Step Brothers), regia di Adam McKay (2008)
- Strafumati (Pineapple Express), regia di David Gordon Green (2008)
- Zack & Miri - Amore a... primo sesso (Zack and Miri Make a Porno), regia di Kevin Smith (2008)
- Fanboys, regia di Kyle Newman (2008)
- Observe and Report, regia di Jody Hill (2009)
- Funny People, regia di Judd Apatow (2009)
- The Green Hornet, regia di Michel Gondry (2011)
- Take This Waltz, regia di Sarah Polley (2011)
- 50 e 50 (50/50), regia di Jonathan Levine (2011)
- Le squillo della porta accanto (For a Good Time, Call...), regia di Jamie Travis (2012)
- Parto con mamma (The Guilt Trip), regia di Anne Fletcher (2012)
- Facciamola finita (This Is the End), regia di Evan Goldberg e Seth Rogen (2013)
- Cattivi vicini (Neighbors), regia di Nicholas Stoller (2014)
- 22 Jump Street, regia di Phil Lord e Christopher Miller (2014) - cameo non accreditato
- The Interview, regia di Evan Goldberg e Seth Rogen (2014)
- Steve Jobs, regia di Danny Boyle (2015)
- Sballati per le feste! (The Night Before), regia di Jonathan Levine (2015)
- Cattivi vicini 2 (Neighbors 2: Sorority Rising), regia di Nicholas Stoller (2016)
- The Disaster Artist, regia di James Franco (2017)
- Arizona, regia di Jonathan Watson (2018)
- Tale padre (Like Father), regia di Lauren Miller Rogen (2018)
- Non succede, ma se succede... (Long Shot), regia di Jonathan Levine (2019)
- Zeroville, regia di James Franco (2019)
- An American Pickle, regia di Brandon Trost (2020)
- The Fabelmans, regia di Steven Spielberg (2022)
- Dumb Money, regia di Craig Gillespie (2023)

#### Televisione
- Freaks and Geeks - serie TV, 18 episodi (1999-2000)
- Undeclared - serie TV, 17 episodi (2001-2002)
- Dawson's Creek - serie TV, episodio 6x13 (2003)
- The League - serie TV, 5 episodi (2011-2014)
- Compagni di università (Friends from College) - serie TV, un episodio (2017)
- Future Man - serie TV, 5 episodi (2019-2020)
- Pam & Tommy – miniserie TV, 6 episodi (2022)
- The Boys - serie televisiva, un episodio (2022)
- Platonic - serie TV, 10 episodi (2023)
- The Studio - serie TV (2025-in corso)

### Doppiatore
- Shrek terzo (Shrek the Third), regia di Raman Hui e Chris Miller (2007)
- Spiderwick - Le cronache (The Spiderwick Chronicles), regia di Mark Waters (2008)
- Ortone e il mondo dei Chi (Horton Hears a Who!), regia di Jimmy Hayward e Steve Martino (2008)
- Kung Fu Panda, regia di Mark Osborne e John Stevenson (2008) – Mantide
- Mostri contro alieni (Monsters vs. Aliens), regia di Rob Letterman e Conrad Vernon (2009)
- Mostri contro alieni - Zucche mutanti venute dallo spazio (Monsters vs Aliens: Mutant Pumpkins from Outer Space), regia di Peter Ramsey (2009)
- I Simpson (The Simpsons) - serie TV, episodio 21x01 (2009)
- Paul, regia di Greg Mottola (2011)
- Kung Fu Panda 2, regia di Jennifer Yuh (2011) – Mantide
- Kung Fu Panda 3, regia di Jennifer Yuh (2016) – Mantide
- Sausage Party - Vita segreta di una salsiccia (Sausage Party), regia di Greg Tiernan e Conrad Vernon (2016)
- Il re leone (The Lion King), regia di Jon Favreau (2019) – Pumbaa
- Invincible – serie animata, 8 episodi (2021)
- Santa Inc. – serie animata, 8 episodi (2021)
- Cip & Ciop agenti speciali (Chip 'n Dale: Rescue Rangers), regia di Akiva Schaffer (2022) – Pumbaa, Mantide, B.O.B., Bob il nano
- Super Mario Bros. - Il film (The Super Mario Bros. Movie), regia di Aaron Horvath e Michael Jelenic (2023) – Donkey Kong
- Tartarughe Ninja - Caos mutante regia di Jeff Rowe (2023)
- Mufasa - Il re leone (Mufasa: The Lion King), regia di Barry Jenkins (2024) – Pumbaa

### Sceneggiatore
- Undeclared - serie TV, tre episodi (2001-2002)
- Da Ali G Show - serie TV, sei episodi (2004)
- Su×bad - Tre menti sopra il pelo (Superbad), regia di Greg Mottola (2007)
- Strafumati (Pineapple Express), regia di David Gordon Green (2008)
- Drillbit Taylor - Bodyguard in saldo (Drillbit Taylor), regia di Steven Brill (2008)
- I Simpson (The Simpsons) - serie TV, episodio 21x01 (2009)
- The Green Hornet, regia di Michael Gondry (2011)
- Vicini del terzo tipo (The Watch), regia di Akiva Schaffer (2012)
- Facciamola finita (This Is the End), regia di Evan Goldberg e Seth Rogen (2013)
- The Interview, regia di Evan Goldberg e Seth Rogen (2014)
- Preacher - serie TV, 1 episodio (2016)
- Sausage Party - Vita segreta di una salsiccia (Sausage Party), regia di Greg Tiernan e Conrad Vernon (2016)
- Cattivi vicini 2 (Neighbors 2: Sorority Rising), regia di Nicholas Stoller (2016)
- Tartarughe Ninja - Caos mutante regia di Jeff Rowe (2023)

### Produttore
- 40 anni vergine (The 40 Year Old Virgin), regia di Judd Apatow (2005)
- Molto incinta (Knocked Up), regia di Judd Apatow (2007)
- Su×bad - Tre menti sopra il pelo (Superbad), regia di Greg Mottola (2007)
- Strafumati (Pineapple Express), regia di David Gordon Green (2008)
- Funny People, regia di Judd Apatow (2009)
- The Green Hornet, regia di Michel Gondry (2011)
- 50 e 50 (50/50), regia di Jonathan Levine (2011)
- Vicini del terzo tipo (The Watch), regia di Akiva Schaffer (2012)
- Facciamola finita (This Is the End), regia di Evan Goldberg e Seth Rogen (2013)
- Cattivi vicini (Neighbors), regia di Nicholas Stoller (2014)
- The Interview, regia di Evan Goldberg e Seth Rogen (2014)
- Sballati per le feste! (The Night Before), regia di Jonathan Levine (2015)
- Preacher - serie TV (2016)
- Sausage Party - Vita segreta di una salsiccia (Sausage Party), regia di Greg Tiernan e Conrad Vernon (2016)
- Cattivi vicini 2 (Neighbors 2: Sorority Rising), regia di Nicholas Stoller (2016)
- The Disaster Artist, regia di James Franco (2017)
- Giù le mani dalle nostre figlie (Blockers), regia di Kay Cannon (2018)
- Non succede, ma se succede... (Long Shot), regia di Jonathan Levine (2019)
- Good Boys - Quei cattivi ragazzi (Good Boys), regia di Gene Stupnitsky (2019)
- An American Pickle, regia di Brandon Trost (2020)
- The Boys - serie TV (2019-in corso)
- Gen V - serie TV, otto episodi (2023-in corso)
- Cobweb, regia di Samuel Bodin (2023)
- Tartarughe Ninja - Caos mutante regia di Jeff Rowe (2023)

### Regista
- Facciamola finita (This Is the End), co-regia con Evan Goldberg (2013)
- The Interview, co-regia con Evan Goldberg (2014)

## Riconoscimenti
- Premio Emmy
  - 2005 - Candidatura alla miglior sceneggiatura in un programma varietà, comico o musicale per Da Ali G Show
  - 2021 - Candidatura alla miglior serie drammatica per The Boys
  - 2022 - Candidatura alla miglior miniserie per Pam & Tommy
  - 2022 - Candidatura al miglior attore non protagonista in una miniserie o film per Pam & Tommy
  - 2022 - Candidatura al miglior programma d'animazione in formato corto per The Boys presenta: Diabolico!
  - 2025 - Candidatura al miglior attore protagonista in una serie commedia per The Studio
  - 2025 - Candidatura alla miglior regia in una serie commedia per The Studio
  - 2025 - Candidatura alla miglior sceneggiatura per The Studio
- 2015 – MTV Movie Awards[9][10]
  - Miglior momento "Ma che ca...!" con Rose Byrne per Cattivi vicini
  - Candidatura – Miglior combattimento con Zac Efron per Cattivi vicini
  - Candidatura – Miglior bacio con James Franco per The Interview
  - Candidatura – Miglior coppia con James Franco per The Interview
  - Candidatura – Miglior momento musicale con Zac Efron per Cattivi vicini

## Doppiatori italiani
Nelle versioni in italiano delle opere in cui ha recitato, Seth Rogen è stato doppiato da:
- Simone Mori in Molto incinta, Su×bad - Tre menti sopra il pelo, Strafumati, Funny People, The Green Hornet, The Interview, Sballati per le feste!, The Disaster Artist, Non succede, ma se succede..., Zeroville, Colazione, Pranzo e Cena (documentario Netflix), An American Pickle, The Fabelmans, Dumb Money, The Studio
- Paolo Vivio in Donnie Darko, Undeclared, 22 Jump Street
- Oreste Baldini in Fratellastri a 40 anni, Cattivi vicini, Cattivi vicini 2
- Edoardo Stoppacciaro in Observe and Report, The Boys, Pam & Tommy
- Massimo Bitossi in Dawson's Creek, Compagni di università
- Alessandro Quarta in Fanboys (Roach), 50 e 50
- Fabrizio Vidale in Fanboys (Ammiraglio Seasholtz), Facciamola finita
- Jacopo Venturiero in Steve Jobs, Arizona
- Sergio Lucchetti in Anchorman - La leggenda di Ron Burgundy
- Roberto Draghetti in 40 anni vergine
- Gianluca Tusco in Tu, io e Dupree
- Gianfranco Miranda in Zack & Miri - Amore a... primo sesso
- Gianluca Crisafi in The League
- Gaetano Varcasia in Le squillo della porta accanto
- Massimiliano Manfredi in Parto con mamma
- Marcello Moronesi in The Mindy Project
- David Chevalier in Future Man
- Massimo De Ambrosis in Tale padre

Da doppiatore è sostituito da:
- Simone Mori in Spiderwick - Le cronache, Kung Fu Panda, Le festività di Kung Fu Panda, Kung Fu Panda 2, Kung Fu Panda - I segreti dei maestri, Kung Fu Panda - I segreti della pergamena, Kung Fu Panda 3, Sausage Party - Vita segreta di una salsiccia, Cip & Ciop agenti speciali (Mantide), Kung Fu Panda 4, Sausage Party: Cibopolis
- Fabrizio Vidale in Mostri contro alieni, Mostri contro alieni - Zucche mutanti venute dallo spazio, Mostri contro alieni - La notte delle carote viventi, Cip & Ciop agenti speciali (B.O.B.), Tartarughe Ninja - Caos mutante
- Stefano Fresi ne Il re leone, Cip & Ciop agenti speciali (Pumbaa), Mufasa - Il re leone
- Fabrizio Pucci ne I Simpson
- Roberto Draghetti in Shrek terzo
- Luigi Ferraro in Ortone e il mondo dei Chi
- Elio in Paul
- Gabriele Vender in Big Mouth
- Edoardo Stoppacciaro in Invincible
- Francesco De Francesco in Cip & Ciop agenti speciali (Bob il Vichingo)
- Paolo Vivio in Super Mario Bros. - Il film